# Гант, Роберт
Роберт Гант (англ. Robert Gant) — американский актёр, известный по роли Бена Брукнера в сериале «Близкие друзья». Часто в титрах его имя указано как Robert J. Gant.

## Биография
Гант родился в городе Тампа, штат Флорида 13 июля 1968 года. В нём есть испанские, итальянские, кубинские, ирландские и английские корни. Свою карьеру начал с работы в рекламных роликах, стал членом гильдии Screen Actors Guild в возрасте 10 лет. С 11 лет выступал с Бобом Хоупом в рамках его тура USO.
Изучал английскую литературу в Университете Пенсильвании, а также юриспруденцию в Университете Джорджтауна. В Лос-Анджелес его привела карьера юриста, где он получил место в юридической конторе Baker & McKenzie. Однако вскоре офис этой международной юридической компании в Калифорнии закрылся. Тогда Роберт решил заняться актёрской карьерой.
В данный момент Роберт Гант проживает в Лос-Анджелесе.

## Карьера
Снимался в гостевых ролях в сериалах Лучшие и Каролина в Нью-Йорке. С 2001 по 2005 года Роберт исполнял одну из главных ролей в телесериале Близкие друзья. Он сыграл Бена Брукнера — самую известную свою роль. В 2009 год он появился теле-драме Секретарши. Также появлялся в гостевых ролях в таких шоу, как Мелроуз-Плейс, Эллен, Друзья, Части тела, 90210: Новое поколение.
Среди кино-работ стоит отметить независимые фильмы Special Delivery, The Contract, Fits and Starts и Marie & Bruce. В 2007 году Гант вместе с Чедом Алленом и Джудит Лайт занялся съёмками картины на гей-тематику под названием Спаси меня. Гант также выступил продюсером картины — он является одним из владельцев продюсерской компании Mythgarden, основанной в 2004 году. Роберт снялся в короткометражном фильме Billy’s Dad Is A Fudgepacker.

## Личная жизнь
Роберт поддерживает организации SAGE — Senior Advocacy for GLBT Elders и GLEH — Gay & Lesbian Elder Housing. Кроме того, Гант является членом многих организаций, занимающихся защитой прав секс-меньшинств.
Также голосовал за Хилари Клинтон, выступавшей от демократической партии, во время президентской гонки в 2008 году.
В 2002 году во время съемок в сериале «Близкие друзья» Роберт объявил, что является геем.

## Фильмография

### Кино
- 2011: Дерево Джошуа, 1951 год: Портрет Джеймса Дина / Joshua Tree 1951: A Portrait of James Dean — Знаменитый режиссёр
- 2007: Спаси меня / Save Me — Скотт
- 2007: Смерть в эфире / Live! — Директор по кастингу
- 2004: Папа Билли — упаковщик сладостей / Billy’s Dad is a Fudgepacker — Папа Билли
- 2004: Мэри и Брюс / Marie and Bruce — Бармен
- 2002: Подготовка к взлёту / Fits & Starts — Йен
- 2002: Контракт / The Contract — Джин Коллинз
- 1999: Убить миссис Тингл / Teaching Mrs. Tingle — Профессор
- 1996: Улица Джейна / Jane Street — Джейн
- 1994: Жизнь Лос-Анджелеса / Cityscrapes: Los Angeles — Полицейский

### Телевидение
- 2015—2016: Супергёрл / Supergirl — Зор-Эл (отец Супергёрл)
- 2015: Мыслить как преступник / Criminal Minds — Смотритель Майлз Тейт (1 эпизод)
- 2013—2014: Люди будущего / The tomorrow people — ухажёр Марлы Джеймисон
- 2012: Бесстыдники / Shameless US — Грег Гарвин (2 сезон 5 эпизод)
- 2012: Папочка / Baby Daddy — Стив (1 эпизод)
- 2011: Счастливо разведённые / Happily Divorced — Марк (1 эпизод)
- 2011: Втайне от родителей / The Secret Life Of The American Teenager — Мистер Мартин (1 эпизод)
- 2011: Моя придуманная жизнь / My Life Is An Experiment — Крэйг Ролл (телевизионный фильм)
- 2011: Майк и Молли / Mike & Molly — Кайл(1 эпизод)
- 2010: 90210: Новое поколение / 90210 — Доктор Райн (1 эпизод)
- 2010: Жара в Кливленде / Hot In Cleveland — Стив (1 эпизод)
- 2010: Кости / Bones — Тренер Джейсон Хэндлер (1 эпизод)
- 2009: C.S.I.: Место преступления Майами / CSI: Miami — Ллойд Аррингтон (1 эпизод)
- 2009: Касл / Castle — Рон Бигби (1 эпизод)
- 2009: Личные связи / Personal Affairs — Рок Ван Гелдэр (5 эпизодов)
- 2009: Трейси Уллмен: Взгляд на Америку / Tracey Ullman’s State Of The Union — Базз (1 эпизод)
- 2009: C.S.I.: Место преступления Нью-Йорк / CSI: NY — Феликс Редман (1 эпизод)
- 2009: Рик и Стив — счастливейшая пара геев / Rick & Steve The Happiest Gay Couple In All The World — неизвестно (1 эпизод)
- 2008: Специальная доставка / Special Delivery — Нэйт Спэнсер (телевизионный фильм)
- 2008: Маска ниндзя / Mask Of The Ninja — Шеф Карвер (телевизионный фильм)
- 2008: Смертельный поцелуй / Kiss Me Deadly — Джейкоб Кин (телевизионный фильм)
- 2008: Части тела / Nip/Tuck — Джефф Моррис (1 эпизод)
- 2007: Пеппер Дэннис / Pepper Dennis — Бенни Голд (1 эпизод)
- 2007: C.S.I.: Место преступления / CSI — Льюис Грейбург (1 эпизод)
- 2005: Ищейка / The Closer — Джулиан Карвер (1 эпизод)
- 2002—2005: Близкие друзья / Queer As Folk — Бен Бракнер (55 эпизодов)
- 2002: Провиденс / Providence — Танцующий жених (1 эпизод)
- 2000—2001: Лучшие / Popular — Директор Кэлвин Крупс (11 эпизодов)
- 2000: Салон Вероники / Veronica’s Closet — Берни (1 эпизод)
- 2000: У Линка / Linc’s — Доктор Брэд Уилер (1 эпизод)
- 1999: Внезапное пробуждение / Rude Awakening — Джим (1 эпизод)
- 1999: Фирменный рецепт / Becker — Даг (1 эпизод)
- 1998: Остров фантазий / Fantasy Island — Дэйв Салливан (1 эпизод)
- 1997—1998: Каролина в Нью-Йорке / Caroline In The City — Тревор (9 эпизодов)
- 1998: Стиль и содержание / Style & Substance — Мэттью (1 эпизод)
- 1997: С ног до головы / Head Over Heels — Блэйк (1 эпизод)
- 1997: Шёлковые сети / Silk Stalkings — Кевин (1 эпизод)
- 1997: Оттягиваясь с мистером Купером / Hangin' With Mr. Cooper — Бармен в костюме Робин Гуда (1 эпизод)
- 1997: Друзья / Friends — Джейсон (1 эпизод)
- 1997: Жизнь с Роджером / Life With Roger — Род Дэвис (1 эпизод)
- 1996: Городские / Townies — Парень (1 эпизод)
- 1996: Высокий прилив / High Tide — неизвестно (1 эпизод)
- 1994—1996: Мелроуз-Плейс / Melrose Place — Офицер Том / Официант (2 эпизода)
- 1995: Шаг за шагом / Step By Step — Пожарный (1 эпизод)
- 1995: Мои сокровенные мечты / My Wildest Dreams — Стюарт (1 эпизод)
- 1994: Моя так называемая жизнь / My So-Called Life — Гантер (1 эпизод)
- 1994: Эллен / Ellen — Доктор Гарбер (1 эпизод)
- 1994: Горькая месть / Bitter Vengeance — Покупатель в книжном магазине (телевизионный фильм)

## Театр
- Working — Рабочий
- Taming Of The Shrew — Петручио
- Little Shop Of Horrors — Дантист
- Grease — Дэнни Зуко / Кеники
- Whose Life Is It Anyway? — Джон
- The Mystery Of Edwin Drood — Нэвилл Лэндлис / Виктор Гринстид
- The Mikado — Коко